# Consejo de Estado de Chile de 1976
El Consejo de Estado de 1976 fue un Consejo de Estado de Chile creado por la dictadura militar, que funcionó entre el 9 de enero de 1976 y el 11 de marzo de 1990, fecha en que entró en funciones el nuevo Senado.

## Historia

### Inicios (1976-1978)
Fue creado por el Decreto Ley N.º 1.319 del 9 de enero de 1976, como organismo asesor superior del presidente. Sus discusiones eran secretas, así como sus dictámenes, los cuales constituían una mera opinión no vinculante. Estaba integrado por los expresidentes de la República, Jorge Alessandri y Gabriel González Videla (Eduardo Frei no aceptó participar), un expresidente de la Corte Suprema; un excontralor General, un exembajador, un exministro de Estado, un exrector y académicos, representantes de las Fuerzas Armadas, Carabineros y de organizaciones sociales.
El cargo de consejero era ad honorem y las reuniones no eran, en general, más de dos por mes. Las consultas que la Junta de gobierno sometió al Consejo fueron pocas y de escasa trascendencia. Sus consejos no fueron seguidos por la Junta de Gobierno.

### Estudio de la nueva Constitución (1978-1980)
El único tema de trascendencia al que se abocó el Consejo de Estado fue la revisión de la propuesta de reforma constitucional que había preparado la Comisión de Estudios de la Nueva Constitución Política de la República de Chile, o más conocida como Comisión Ortúzar, tarea encargada por la Junta en octubre de 1978 (Oficio 6538/13 de la Casa Militar).
Lo que interesaba al expresidente Alessandri Rodríguez era influir para acelerar la transición a la democracia y corregir algunos errores de la Constitución de 1925 que, a su juicio, estaban a la base de la crisis política chilena que desembocó en el golpe militar de 1973. Sin embargo, ello debía hacerse conservando lo sustancial de dicha Constitución aprobada durante el gobierno de su padre, Arturo Alessandri Palma, quien fue presidente entre 1920 y 1925 y luego fue reelegido presidente para el periodo 1932-1938.
El nuevo texto constitucional, redactado por el Consejo de Estado, modificó el proyecto de la Comisión Ortúzar en varios aspectos sustanciales: eliminó la inamovilidad de los comandantes en jefe, sosteniendo que ello equivalía a un tutelaje que inmovilizaría al Presidente y establecería una suerte de cogobierno («el señor Presidente encuentra sumamente grave la supresión del precepto que consagra el carácter de “esencialmente obedientes” de las Fuerzas Armadas»), debilitó la autonomía del Banco Central, repuso el periodo presidencial de seis años (la Comisión propuso ocho), eliminó la cláusula «Sólo son materias de ley» que estimó riesgosa prefiriendo la tradicional «Sólo en virtud de una ley se puede». En suma, el Consejo de Estado propuso una reforma constitucional muy cercana a lo que era la Constitución de 1925, que rigió hasta el golpe militar de 1973. Estas modificaciones al proyecto de la comisión Ortúzar no fueron acogidas por la Junta de Gobierno.
Pero lo más importante fue la propuesta de transición que hizo el Consejo de Estado: cinco años. Luego, elecciones democráticas competitivas. Es decir, de haberse acogido dicha propuesta la dictadura militar habría concluido el 11 de marzo de 1986. Además se habría disuelto la Junta de Gobierno el año 1981 y se habría designado de inmediato un Congreso transitorio con poderes legislativos. La propuesta de Alessandri concitó el apoyo de diversos juristas y líderes de opinión por su carácter democrático y por propiciar una transición ordenada y rápida. La Junta de Gobierno estableció, en cambio, un periodo de transición autoritario de 16 años interrumpido por un plebiscito en 1988, que el régimen perdió, por lo cual fueron solo ocho años. Durante ese periodo la Junta de Gobierno siguió funcionando y no hubo Congreso. Es decir, «con respecto al proyecto del Consejo de Estado, se introdujeron numerosas modificaciones en el texto permanente y a la proposición de relativa al período de transición, ampliando en general su extensión y desechándose la posibilidad de un Congreso que elaborara las leyes en el período de transición».
Tras 21 meses de trabajo, Jorge Alessandri entregó la propuesta a la Junta Militar el 8 de julio de 1980. Alessandri se encontró con la sorpresa de que lo esperaba mucha prensa, Pinochet y la Junta; habría fotos, pero no reunión. Intentó «defender personalmente al articulado» ante la Junta de Gobierno, sin embargo, «cuando concurrió a la reunión constató la presencia masiva de los medios de comunicación y comprendió que se le estaba negando la oportunidad de defender el proyecto. Quedó profundamente desalentado y abatido».

### Rechazo de la propuesta constitucional y últimos años (1980-1990)
Posteriormente, la Junta de Gobierno, comisionando para ello a una serie de asesores, revisó ese material (que contenía las proposiciones de la Comisión Ortúzar y del Consejo de Estado) haciendo importantes cambios, tanto en lo que se refería a las disposiciones permanentes como en las características del período de transición, correcciones con las que Alessandri no estuvo de acuerdo. Ese texto «no incorporó las sugerencias más importantes del Consejo de Estado, muchas de ellas propuestas y defendidas insistentemente por Alessandri a lo largo de toda su vida pública».
En vista de esto Alessandri enviaría una nota al secretario del organismo el 12 de agosto de 1980, la cual adjuntaba un sobre cerrado que contenía su renuncia. El Consejo tuvo desde entonces un muy bajo perfil.

Elaboré un sistema para que el paso al funcionamiento regular de las instituciones ciudadanas fuese inmediato y sin tropiezos para las Fuerzas Armadas y de Orden, cuyo leal concurso es indispensable para cualquier gobierno…  "Yo ofrecí un camino que por desgracia no se adoptó...No estoy de acuerdo con las modificaciones introducidas al proyecto que aprobó el Consejo de Estado y mucho menos lo estoy con la normativa de la transición que posteriormente se introdujera a su texto...
Jorge Alessandri, 1983.

Para quienes conocemos el propósito permanente mantenido por don Jorge Alessandri de ir al establecimiento de normas constitucionales que, sin doctrinarismos y sobre la base de la experiencia institucional, aseguraran la estabilidad futura del país… podemos comprender las razones de la renuncia del expresidente al examinar conjuntamente el texto despachado por el Consejo de Estado y su exposicición de motivos y el aprobado por la Junta de Gobierno.
Sergio Carrasco Delgado.

## Consejeros
Los consejeros de Estado fueron designados tras la dictación del Acta Constitucional de 1976, permaneciendo el consejo sin alteraciones hasta 1977, cuando el representante de la juventud fue reemplazado por Juan Antonio Coloma. Posteriormente, en 1979 falleció el consejero Hernández (dejando redactada una indicación para el proyecto de Constitución relativo a la libertad de enseñanza), siendo reemplazado por el exrector de la Universidad Austral William Thayer; luego, en 1980, por una parte, fallece el expresidente González Videla y por otro lado el expresidente Jorge Alessandri, que además presidía el consejo, renuncia al organismo en septiembre de 1980; en 1981 es reemplazado el consejero Peralta por el exministro Miguel Schweitzer, quien además asumió como presidente del Consejo hasta 1990; y en 1982 es reemplazado el consejero Figueroa por el exsenador y exembajador Francisco Bulnes.
| Consejero                                                | Nombre                                         | Periodo    |
| -------------------------------------------------------- | ---------------------------------------------- | ---------- |
| Expresidentes de la República                            | Jorge Alessandri Rodríguez                     | 1976-1980  |
| Expresidentes de la República                            | Gabriel González Videla                        | 1976-1980  |
| Expresidente de la Corte Suprema                         | Enrique Urrutia Manzano                        | 1976-1990  |
| Excontralor General de la República                      | Enrique Bahamonde Ruiz                         | 1976-1979  |
| Excontralor General de la República                      | Héctor Humeres Magnan                          | 1979-1990  |
| Excomandante en Jefe del Ejército                        | Óscar Izurieta Molina                          | 1976-1988  |
| Excomandante en Jefe del Ejército                        | Luis Miqueles Caridi                           | 1988-1990  |
| Excomandante en Jefe de la Armada                        | Jacobo Neumann Etienne                         | 1976-1977? |
| Excomandante en Jefe de la Armada                        | Ramón Barros González                          | 1977?-1984 |
| Excomandante en Jefe de la Armada                        | Carlos Torres Hevia                            | 1984-1985  |
| Excomandante en Jefe de la Armada                        | Jacobo Neumann Etienne                         | 1985-1990  |
| Excomandante en Jefe de la Fuerza Aérea                  | Diego Barros Ortiz                             | 1976-1977? |
| Excomandante en Jefe de la Fuerza Aérea                  | Renato García Vergara                          | 1977?-1982 |
| Excomandante en Jefe de la Fuerza Aérea                  | Carlos Guerraty Villalobos                     | 1982-1990  |
| Exgeneral Director de Carabineros                        | Vicente Huerta Celis                           | 1976-1989  |
| Exministro de Estado                                     | Juan de Dios Carmona                           | 1976-1981  |
| Exministro de Estado                                     | Miguel Schweitzer Speisky                      | 1981-1990  |
| Exembajador                                              | Hernán Figueroa Anguita                        | 1976-1982  |
| Exembajador                                              | Francisco Bulnes Sanfuentes                    | 1982-1985  |
| Exembajador                                              | Enrique Valenzuela Blanquier                   | 1985-1990  |
| Exrector de Universidad del Estado o reconocida por este | Juvenal Hernández Jaque (Universidad de Chile) | 1976-1979  |
| Exrector de Universidad del Estado o reconocida por este | William Thayer Arteaga (Universidad Austral)   | 1979-1990  |
| Profesor de Facultad de Derecho                          | Enrique Ortúzar Escobar                        | 1976-1984  |
| Profesor de Facultad de Derecho                          | Julio Chaná Cariola                            | 1984-1990  |
| Profesor de Facultad de Economía                         | Carlos Cáceres Contreras                       | 1976-1990  |
| Representante de los Colegios Profesionales              | Julio Philippi Izquierdo                       | 1976-1981  |
| Representante de los Colegios Profesionales              | Adriana Olguín de Baltra                       | 1981-1985  |
| Representante de los Colegios Profesionales              | Modesto Collados Núñez                         | 1985-1990  |
| Representante de Organizaciones Empresariales            | Pedro Ibáñez Ojeda                             | 1976-1985  |
| Representante de Organizaciones Empresariales            | Eugenio Heiremans Despouy                      | 1985-1990  |
| Representante de los Trabajadores, Obreros y Empleados   | Guillermo Medina Gálvez                        | 1976-1990  |
| Representante de Organizaciones Femeninas                | Mercedes Ezquerra Brizuela                     | 1976-1990  |
| Representante de la Juventud                             | Arturo Fontaine Talavera                       | 1976-1977  |
| Representante de la Juventud                             | Juan Antonio Coloma Correa                     | 1977-1990  |